# Назарян, Роберт Николаевич
Ро́берт Никола́евич Назаря́н (арм. Ռոբերտ Նիկոլայի Նազարյան, 26 июня 1956 — Ереван) — армянский государственный деятель.
- 1973—1978 — строительный факультет Ереванского политехнического института.
- 1978—1986 — работал на Ереванском домостроительном комбинате, пройдя путь от мастера до директора комбината.
- 1986—1987 — директор крупного Ереванского панельного завода.
- 1987—1988 — заведующий отделом Маштоцского райсовета.
- 1988—1990 — вновь директор Ереванского домостроительного комбината.
- 1990—1996 — заведующий отделом, заместитель председателя Ергорисполкома.
- 1996—1997 — начальник коммунального отдела мэрии (г. Ереван).
- 1997—2000 — заместитель министра энергетики Армении.
- С февраля по май 2000 — был министром транспорта и связи Армении.
- 2000—2001 — первый заместитель министра энергетики Армении.
- 2001—2003 — мэр Еревана. Академик МАНПО (2001).
- С 2003 — председатель комиссии по регулированию общественных услуг Армении.